# Robert Grosseteste
Robert Grosseteste OFM (ur. ok. 1175 w Stradbroke, zm. 9 października 1253 w Buckden) – średniowieczny filozof, teolog, profesor Uniwersytetu Oksfordzkiego, biskup Lincoln, franciszkanin.
Grosseteste napisał wiele prac filozoficznych i przyrodniczych, w tym Chateau d’amour – alegoryczny utwór opisujący stworzenie świata i zbawienie go przez Chrystusa. Innym ważnym dziełem jest traktat "O świetle", opisujący jego metafizyczne koncepcje dotyczące światła jako zasady rzeczywistości. Grosseteste jest także znany z przekładu Etyki nikomachejskiej Arystotelesa. Jego najwybitniejszym uczniem był Roger Bacon.

## Filozofia
Epistemologia:
Przedmiotem poznania jest świat. Jednak wysiłek poznania jest daremny, jeśli nie włączymy do niego wewnętrznych idei zaszczepionych przez Boga w umyśle człowieka. Poznanie zmysłowe jest podnietą dla duszy, lecz nie umożliwia pełnego poznania. To dusza tworzy w sobie dane poznania, w pełni rozumowe.
Ontologia:
Światłość to pierwsza forma. Za Arystotelesem Grosseteste powtórzył, iż wszystko, co istnieje pochodzi z połączenia materii i formy. Światłość, przez swą aktywną naturę jest warunkiem wielości i zmienności, czyli jako forma pełni w substancji rolę aktu (actus) (idea zaczerpnięta z Plotyna, Eriugeny, czy od arabów). Rzeczywistość ulega nieustannym przemianom na drodze do osiągnięcia ostatecznego celu. Forma wiąże się z materia, rodzajem cielesności. Wówczas dzięki jej aktywności możliwa jest organizacja przestrzeni. Światło zbliża się do doskonałości, do bytów duchowych, gdyż jego natura czyni go pośrednikiem pomiędzy bytami materialnymi a duchowymi.
Kosmologia:
Bóg stworzył materialny punkt, od którego świat wziął swój początek. Od owego punktu ekspansywnie rozchodziło się światło, porywając za sobą materię i tworząc w ten sposób kulę. Grosseteste odróżniał światło zwane lux wyznaczające granice świata, od światła lumen, będące poza wszechświatem.
Grosseteste ponadto zastosował w badaniach przyrody tzw. metody pozytywne (matematykę). Jako pierwszy człowiek w średniowieczu docenił wartość nauk eksperymentalnych. Właściwie jest protoplastą myślenia naukowego. Zwrócił uwagę na fakty (a nie na przyczyny, co było wówczas powszechne). Odróżnił przyczynę od faktu, co jest wyraźnym zapożyczeniem od Arystotelesa. Fakty z kolei możliwe są do poznania tylko za pomocą nauk eksperymentalnych.

## Wkład do optyki
W dziele De iride (O tęczy) twierdził, że tęczy nie można wyjaśnić wyłącznie odbiciem światła i że jest związana z załamaniem. Zasugerował, że kąt załamania jest równy połowie kąta padania. To dalekie od poprawnego prawa Snella i od przybliżenia znanego Ptolemeuszowi.

### Literatura dodatkowa
- Jan Legowicz: Historia filozofii średniowiecznej Europy Zachodniej. Warszawa: Państwowe Wydawnictwo Naukowe, 1980. Brak numerów stron w książce